# Isabella Young
Isabella Young, (anche Isabella Scott) (1720-1730 – Londra, 12 agosto 1791), è stata un mezzosoprano e organista britannica, che ha avuto una carriera di successo come concertista e cantante d'opera durante la seconda metà del XVIII secolo.
La Young divenne una delle interpreti più importanti delle opere di Georg Friedrich Händel e fu la cantante preferita del compositore durante gli ultimi anni della sua vita. Faceva parte di una nota famiglia inglese di musicisti che annoverò diversi cantanti professionisti e organisti nel corso dei secoli XVII e XVIII.

## Biografia
Isabella Young nacque tra il 1720 ed il 1730, ma l'anno esatto non è noto poiché non esiste alcuna registrazione della sua nascita o del battesimo. Il padre, Charles Young, era impiegato al Ministero del Tesoro. Lei era la primogenita di tre figlie, la sorella minore Elisabetta era un contralto di successo e la sua sorella più giovane, Polly era un soprano, una compositrice e tastierista celebre. Sia suo nonno, Charles Young, che il suo prozio, Anthony Young erano organisti e compositori di rilievo. Aveva anche tre famose zie che erano tutte cantanti di fama. La zia Cecilia (1712-1789), era stata una dei più grandi soprani inglesi del XVIII secolo e moglie del compositore Thomas Arne. La zia Isabella era anch'essa un soprano di successo e la moglie del compositore John Frederick Lampe mentre la zia Ester era un contralto ben noto e la moglie di Charles Jones, un editore musicale di successo in Inghilterra durante il XVIII secolo.
La Young aveva studiato canto con il basso Gustavus Waltz e fece il suo debutto professionale apparendo con lui in un concerto il 18 marzo 1751. Continuò ad avere una carriera di grande successo come cantante nei concerti e oratori a Londra e nei festival di provincia. Divenne una delle preferite di Händel negli ultimi anni del compositore, apparendo in diversi allestimenti delle sue opere, tra cui il ruolo di Counsel (Truth) nella prima mondiale de The Triumph of Time and Truth, marzo 1757.
Fu anche solista negli spettacoli del Messiah presso il "Foundling Hospital" in un certo numero di occasioni. La Young fu anche un'organista apprezzata e suonava spesso l'organo in recital e concerti, oltre a cantare. Divenne particolarmente nota per i suoi concerti d'organo di composizioni di Handel.
Sebbene fosse più famosa come solista nei concerti, la Young si esibì anche in teatro sul palcoscenico con successo. Nel 1754 cantò in tre opere di suo zio Thomas Arne: Alfred e Rosamond al Covent Garden Theatre, ed Eliza al Haymarket Theatre (Little Theatre) nel Haymarket. Nel febbraio 1755 apparve al Drury Lane come Titania nell'opera The Fairies di John Christopher Smith opera.
Ritornò in quel teatro regolarmente fino 1777, cantando tra gli atti, negli interludi e nei balletti. Creò anche i ruoli nelle opere inglesi di George Rush The Royal Shepherd e The Capricious Lovers.
Dopo il matrimonio con l'Hon. John Scott nel dicembre 1757 Isabella di solito cantava in concerti ed oratori come Mrs Scott, ma sul palco continuò a riferirsi a se stessa come Miss Young fino al 1769.